# Calamodes bejaranaria
Calamodes bejaranaria là một loài bướm đêm trong họ Geometridae.